# Stolzenroth
Stolzenroth ist ein Gemeindeteil der Gemeinde Pommersfelden im Landkreis Bamberg (Oberfranken, Bayern). Stolzenroth liegt in der Gemarkung Steppach.

## Geografie
Nördlich des Dorfes fließt der Dürrenbach, der als linker Zufluss in den Altbach mündet. Dieser fließt südlich des Ortes und mündet bei Pommersfelden als rechter Zufluss in die Reiche Ebrach. Im Westen schließen sich kleinere Waldgebiete an, ansonsten ist der Ort von Acker- und Grünland umgeben. Unmittelbar nördlich des Ortes befindet sich der Lohberg. Die Staatsstraße 2260 verläuft nach Mühlhausen (1,7 km südwestlich) bzw. nach Steppach (1,3 km nordöstlich).

## Geschichte
Ursprünglicher Lehnsherr war das Hochstift Würzburg. 1249 wurden Hermann und Eberhard von Stolzenrode urkundlich erwähnt, die sich nach ihrem Herrensitz in Stolzenroth benannt hatten. Im Würzburger Lehenbuch von 1303 wurden als Schlossherren die Ministerialen von Nainsdorf verzeichnet. Das Wasserschloss war zu dieser Zeit eine Ganerbenburg des Konrad Stuchs und seiner Brüder. Neben den Nainsdorfern waren Konrad von Egloffstein und Brunward Küchmeister Lehensträger im Ort. In der Folgezeit konnten die Egloffsteiner ihren Besitz ausbauen. Ab der ersten Hälfte des 14. Jahrhunderts hatte auch das Hochstift Bamberg lehnsherrliche Ansprüche in Stolzenroth, Mitte des 15. Jahrhunderts war auch Brandenburg-Kulmbach im Ort begütert. Die Egloffsteiner Ansprüche gingen an die Herren von Zedtwitz über. Während des Bauernkriegs wurde das Schloss stärker beschädigt. 1529 erwarben die Truchseß von Pommersfelden das Schloss und den dazugehörigen Ackerhof, 1563 schließlich auch die Seckendorffer Besitzungen. 1710 erbten die Grafen von Schönborn von den Truchseß von Pommersfelden deren Ansprüche.
Gegen Ende des 18. Jahrhunderts gab es in Stolzenroth 17 Anwesen  (1 Hof, 4 Güter, 9 Sölden, 2 Häuser) und ein Gemeindehirtenhaus. Das Hochgericht, die Dorf- und Gemeindeherrschaft und die Grundherrschaft über alle Anwesen übte die Schönborn’sche Herrschaft Pommersfelden aus.
Im Rahmen des Gemeindeedikts wurde Stolzenroth dem 1808 gebildeten Steuerdistrikt Steppach und der im selben Jahr gebildeten gleichnamigen Ruralgemeinde zugewiesen. In der freiwilligen Gerichtsbarkeit und Ortspolizei unterstand der gesamte Ort dem Patrimonialgericht Pommersfelden (bis 1848).
Im Zuge der Gebietsreform in Bayern wurde Stolzenroth am 1. Mai 1978 nach Pommersfelden eingegliedert.

### Baudenkmäler
- Haus Nr. 1: Bauernhaus
- Haus Nr. 20: Gasthof Herbert Hopf

### Einwohnerentwicklung
| Jahr      | 001819 | 001861 | 001871 | 001885 | 001900 | 001925 | 001950 | 001961 | 001970 | 001987 | 002018 | 002021 |
| Einwohner | 101    | 113    | 113    | 102    | 100    | 72     | 106    | 80     | 64     | 56     | 66     | 65     |
| Häuser    |        |        |        | 19     | 18     | 17     | 17     | 17     |        | 22     |        |        |
| Quelle    | [ 9 ]  | [ 10 ] | [ 11 ] | [ 12 ] | [ 13 ] | [ 14 ] | [ 15 ] | [ 16 ] | [ 17 ] | [ 18 ] | [ 19 ] | [ 1 ]  |

## Religion
Der Ort ist seit der Reformation evangelisch-lutherisch geprägt und nach St. Erhard (Steppach) gepfarrt. Die Katholiken sind nach St. Gertrud (Wachenroth) gepfarrt.